# Kalaidos Fachhochschule
Die Kalaidos Fachhochschule Schweiz (Kalaidos FH, englisch Kalaidos University of Applied Sciences) ist eine Fachhochschule in der Schweiz mit den Fachbereichen Wirtschaft, Recht, Gesundheit, Musik und Angewandte Psychologie. Sie wurde 1997 gegründet und ist eine von neun akkreditierten Schweizer Fachhochschulen, darunter die einzige mit privater Trägerschaft. Die Kalaidos FH zählt 3'813 Studierende, 766 Dozierende, 161 Mitarbeitende sowie 21 Forschende (per 31. Dezember 2023) und rund 12’000 Absolventinnen und Absolventen. Bei der Kalaidos Fachhochschule handelt es sich um eine Stiftung, die vom Schweizerischen Akkreditierungsrat nach HFKG institutionell akkreditiert ist.

## Geschichte
Die Kalaidos FH wurde 1997 als monodisziplinäre Fachhochschule mit Wirtschaftsstudiengängen unter den Namen PHW Private Hochschule Wirtschaft sowie AKAD Hochschule für Berufstätige gegründet. Am 6. April 2005 erteilte der schweizerische Bundesrat der Stiftung Kalaidos Fachhochschule die Genehmigung zur Errichtung und Führung der Kalaidos FH. Diese Genehmigung stützt sich auf das Bundesgesetz vom 6. Oktober 1995 über die Fachhochschulen und die Fachhochschulverordnung vom 11. September 1996 (FHSV) sowie im Besonderen auf die Ergebnisse eines mehrjährigen Peer-Review-Verfahrens, in welchem die Einhaltung der Hochschulstandards an der Kalaidos FH überprüft und bestätigt wurde.
Im Jahr 2013 verfügte der Bundesrat die eidgenössische Akkreditierung der Fachhochschule auf der Grundlage des im 2011 beschlossenen und per 1. Januar 2015 in Kraft gesetzten Hochschulförderungs- und ‑koordinationsgesetzes. Damit bestätigt der Bundesrat die Anerkennung der Kalaidos FH als private Fachhochschule mit mehreren Fachbereichen. Im September 2022 hat der Schweizerische Akkreditierungsrat der Kalaidos Fachhochschule (KFH) erneut die institutionelle Akkreditierung erteilt. Das Gutachten hebt als wesentliche Stärken der KFH «die effiziente Organisation der Prozesse» wie auch «den hohen Zufriedenheitsgrad der Studierenden» hervor.
Die Kalaidos FH wird durch den Schweizer Akkreditierungsrat im Auftrag des Bundes geprüft und beaufsichtigt und erhält vom Staat als private Hochschule keine finanziellen Zuschüsse. Sie wird betrieben von der Kalaidos Bildungsgruppe, die seit 2019 zur Klett Gruppe gehört.
Die Kalaidos FH ist Mitglied bei Swissuniversities, der Rektorenkonferenz der Schweizer Hochschulen.
Das Wort «Kalaidos» stammt aus der griechischen Sprache und bedeutet «schönes Bild».

## Fachbereiche
Die Kalaidos FH verfügt über fünf Fachbereiche mit berufsbegleitenden Studiengängen. Vollzeitstudiengänge werden nicht angeboten.
- Der Fachbereich Wirtschaft bietet diverse Studiengänge aus dem Bereich der Betriebswirtschaftslehre an verschiedenen Instituten und Kompetenzzentren an. Darunter das Institut für Accounting und Controlling, welches unter anderem einen starken Fokus auf die verschiedenen internationalen Rechnungslegungsstandards legt. Zudem bestehen zahlreiche internationale Kooperationen mit Hochschulen, Unternehmen sowie Bildungspartnern aus Wirtschaft, Verwaltung und Gesundheit.
- Der Fachbereich Gesundheit existiert seit 2006 und durchlief seitdem mehrere Umstrukturierungen. Heute umfasst das Angebot der Careum Hochschule Gesundheit diverse berufsbegleitende Aus- und Weiterbildungsstudiengänge für Pflegeberufe.

- Die Kalaidos Musikhochschule wurde im Jahr 2011 gegründet und nimmt heute als einzige private Fachhochschule einen wichtigen Stellenwert in der Schweizer Bildungslandschaft ein. Die internationale Ausrichtung umfasst ein weltweites Netzwerk an renommierten Kooperationspartnern. Das breit gefächerte Angebot umfasst Musikstudien in den Bereichen Klassik, Jazz & Popular Music.

- Das Department Recht, die Kalaidos Law School, bietet einen Bachelor in Law sowie diverse Weiterbildungen im Bereich Recht, wie bspw. im Steuerrecht, Mehrwertsteuer, Compliance, Risiko Management, Paralegal und Arbeits- sowie Sozialversicherungsrecht, an.

- Im 2022 gegründeten Fachbereich Angewandte Psychologie werden ein Bachelorstudium sowie ein konsekutives Masterstudium mit den beiden Vertiefungsrichtungen Wirtschaftspsychologie und Klinische Psychologie angeboten.

## Partnerhochschule
Middlesex University (London, Vereinigtes Königreich)

## Bekannte Alumni
- Laetitia Noemi Hahn, Pianistin, unterrichtet von Grigory Gruzman
- Nuron Mukumi, Pianist
- Sergey Belyavskyi, Pianist

## Forschung
Zum verbindlichen Leistungsauftrag an die Kalaidos Fachhochschule gehört die Angewandte Forschung und Entwicklung. Daher haben die fünf Fachbereiche jeweilige zuständige Forschungsabteilungen. Die Forscherinnen und Forscher sind für eine praxisnahe Forschung und Entwicklung zuständig und vermitteln den Studierenden die Forschungsmethoden.